# Siméia Alves da Silva
Siméia Alves da Silva (Jundiaí, 7 de outubro de 1987) é uma jogadora de futebol brasileira.
Ela tem passagens por Paulista Futebol Clube, Atlético Sorocaba, São Caetano, Botucatu, Portuguesa, Palmeiras, ASCOOP, Tiradentes, Rio Preto e Avaí Kindermann.
Simeia tem entre seus títulos a Copa do Brasil pelo Botucatu; tricampeonato paulista, pelo Botucatu em 2009 e pelo Rio Preto em 2016 e 2017; campeonato brasileiro em 2015 e dois vice-brasileiros em 2016 e 2018 pelo Rio Preto.